# Januari 1995
Dit artikel geeft een chronologisch overzicht van alle belangrijke gebeurtenissen per dag in de maand 
januari van het jaar 1995.

## Gebeurtenissen

### 1 januari

1 januari - Oostenrijk, Finland en Zweden worden lid van de EU

- Oostenrijk, Finland en Zweden treden toe tot de Europese Unie.
- De Wereldhandelsorganisatie WTO (World Trade Organisation) treedt in werking ter vervanging van GATT (General Agreement on Tariffs and Trade).
- De Belgische provincie Brabant wordt langs de taalgrens opgedeeld in de provincies Vlaams-Brabant en Waals-Brabant, en het Brussels Hoofdstedelijk Gewest.[1]
- Bij een hotelbrand in Antwerpen vallen 12 doden.
- De Nederlandse Spoorwegen wordt volgens Europese regels opgesplitst. Het eigendom van het spoornet gaat over naar het Rijk met als uitvoerende instantie het Ministerie van Financiën en NS houdt zich alleen nog bezig met het laten rijden van treinen. Derden krijgen nu toegang tot het spoornet.

### 6 januari
- In het Koning Fahdstadion in Riyad, Saoedi-Arabië begint de tweede editie van de FIFA Confederations Cup.

### 9 januari
- Valeri Poljakov verlaat na 366 dagen het ruimtestation Mir. Het is het langste verblijf ooit.

### 13 januari
- Het Deens voetbalelftal wint de tweede editie van de Confederations Cup door in de finale Argentinië met 2-0 te verslaan.

### 17 januari
- De Japanse stad Kobe wordt getroffen door een zware aardbeving met een kracht van 7,3 op de schaal van Richter. De stad wordt voor een groot deel verwoest. Er vallen 6633 doden.

### 18 januari
- Tijdens een persconferentie wordt bekendgemaakt dat er nabij de Franse stad Vallon-Pont-d'Arc een stelsel grotten is ontdekt met daarin rotsschilderingen door mensenhanden gemaakt. De schatting is aanvankelijk dat dat 17.000 jaar geleden gebeurde. Uit koolstofdateringen blijkt dat de ouderdom 38.000 jaar is. De grotten worden niet opengesteld voor publiek.

### 19 januari
- Na 39 dagen van zware gevechten veroveren de Russen het paleis van president Dzjochar Doedajev in de Tsjetsjeense hoofdstad Grozny. De strijd, door de Russen begonnen om een eind te maken aan het bewind van de president, verplaatst zich naar de buitenwijken en, vervolgens, de omgeving van de stad. Pas op 30 juli komt het, na verscheidene mislukte pogingen, tot een bestand dat door Doedajev en een deel van zijn aanhangers niet wordt geaccepteerd.

### 20 januari
- Kroonprins Willem-Alexander en zijn vriendin Emily Bremers raken betrokken bij een auto-ongeluk in Zuid-Duitsland. Ze komen met de schrik vrij.

### 22 januari
- Bomaanslag bij Beit-Lid in Israël. Door een Palestijnse zelfmoordaanslag komen 23 mensen (inclusief twee daders) om het leven.

### 25 januari
- Burgemeester Philip Houben van Maastricht adviseert de inwoners van de Maasdorpen Borgharen en Itteren dringend te vertrekken vanwege het stijgende water van de Maas. Een dag later staan de eerste huizen in Itteren in het water.

### 30 januari
- De Vlaamse televisiezender Ka2 (later Kanaal 2, KanaalTwee en 2BE) wordt opgericht door de VMMa.

### 31 januari
- Nederland wordt getroffen door grote wateroverlast. Door de hoge waterstand dreigen dijken van met name de Waal, zoals bij Ochten en Hurwenen, het te begeven. Commissaris van de Koningin van Gelderland Jan Terlouw besluit tot verplichte evacuatie van een kwart miljoen inwoners van onder andere de Bommelerwaard, Tielerwaard en omgeving.

<< · januari · februari · maart · april · mei · juni · juli · augustus · september · oktober · november · december · >>